# Комуникационен дизайн
Комуникационният дизайн е свързан с визуалните аспекти, като графичен дизайн в рекламата, както и със създаването и проектирането (английски: design – проектирам) на нови комуникационни канали за рекламните съобщения. По този начин комуникационният дизайн е дисциплина, комбинираща графичния дизайн и комуникационните науки, който изследва начините, по които различните медии като печата, произведенията на занаятите, електронните медии и презентациите общуват с хората.
|  | Тази страница частично или изцяло представлява превод на страницата Communication design в Уикипедия на английски. Оригиналният текст, както и този превод, са защитени от Лиценза „Криейтив Комънс – Признание – Споделяне на споделеното“, а за съдържание, създадено преди юни 2009 година – от Лиценза за свободна документация на ГНУ. Прегледайте историята на редакциите на оригиналната страница, както и на преводната страница, за да видите списъка на съавторите. ВАЖНО: Този шаблон се отнася единствено до авторските права върху съдържанието на статията. Добавянето му не отменя изискването да се посочват конкретни източници на твърденията, които да бъдат благонадеждни. |